# Індія на літніх Олімпійських іграх 2016
Індія на літніх Олімпійських іграх  2016 була представлена 117 спортсменами у 15 видах спорту.

## Медалісти
| Медалі | Спортсмени            | Вид спорту | Дисципліна              | Дата      |
| ------ | --------------------- | ---------- | ----------------------- | --------- |
| Срібло | Пусарла Венката Сінду | Бадмінтон  | жінки, одиночний турнір | 19 серпня |
| Бронза | Сакші Малік           | Боротьба   | жінки, вільна, до 58 кг | 17 серпня |

## Спортсмени
| Вид змагань           | Чоловіки | Жінки | Разом |
| --------------------- | -------- | ----- | ----- |
| Стрільба з лука       | 1        | 3     | 4     |
| Легка атлетика        | 20       | 17    | 37    |
| Бадмінтон             | 3        | 4     | 7     |
| Бокс                  | 3        | 0     | 3     |
| Хокей на траві        | 16       | 16    | 32    |
| Гольф                 | 2        | 1     | 3     |
| Гімнастика            | 0        | 1     | 1     |
| Дзюдо                 | 1        | 0     | 1     |
| Академічне веслування | 1        | 0     | 1     |
| Стрільба              | 9        | 3     | 12    |
| Плавання              | 1        | 1     | 2     |
| Настільний теніс      | 2        | 2     | 4     |
| Теніс                 | 2        | 2     | 4     |
| Важка атлетика        | 1        | 1     | 2     |
| Боротьба              | 5        | 3     | 8     |
| Разом                 | 67       | 54    | 121   |

## Стрільба з лука
| Атану Дас                                     | індивідуальна першість (чоловіки) | 683  | 5  | Муктан (NEP) W 6–0   | Пуентес (CUB) W 6–4 | Лі С Ю (KOR) L 4–60  | Завершив виступ   | Завершив виступ  | Завершив виступ  | Завершив виступ  |                  |                  |                  |                  |
| Бомабайла Деві                                | індивідуальна першість (жінки)    | 638  | 24 | Балдауфф (AUT) W 6–2 | Лін Шц (TPE) W 6–2  | Валенсія (MEX) L 2–6 | Завершила виступ  | Завершила виступ | Завершила виступ | Завершила виступ |                  |                  |                  |                  |
| Діпіка Кумарі                                 | індивідуальна першість (жінки)    | 640  | 20 | Есебуа (GEO) W 6–40  | Сарторі (ITA) W 6–2 | Тань Ят (TPE) L 0–6  | Завершив виступ   | Завершив виступ  | Завершив виступ  | Завершив виступ  |                  |                  |                  |                  |
| Лаксмірані Маджні                             | індивідуальна першість (жінки)    | 614  | 43 | Лонгова (SVK) L 1–7  | Завершив виступ     | Завершив виступ      | Завершив виступ   | Завершив виступ  | Завершив виступ  | Завершив виступ  |                  |                  |                  |                  |
| Діпіка Кумарі Бомбайла Деві Лаксмірані Маджні | командна першість (жінки)         | 1892 | 7  | Н/Д                  | Н/Д                 | Колумбія (COL) W 5–3 | Росія (RUS) L 4–5 | Завершили виступ | Завершили виступ | Завершили виступ | Завершили виступ | Завершили виступ | Завершили виступ | Завершили виступ |

## Легка атлетика
Легенда
- Note – для трекових дисциплін місце вказане лише для забігу, в якому взяв участь спортсмен
- Q = пройшов у наступне коло напряму
- q = пройшов у наступне коло за добором (для трекових дисциплін - найшвидші часи серед тих, хто не пройшов напряму; для технічних дисциплін - увійшов до визначеної кількості фіналістів за місцем якщо напряму пройшло менше спортсменів, ніж визначена кількість)
- NR = Національний рекорд
- SB = Найкращий показник у сезоні
- N/A = Коло відсутнє у цій дисципліні
- Bye = спортсменові не потрібно змагатися у цьому колі

Трекові і шосейні дисципліни
Чоловіки
| Спортсмен                                                                                                | Дисципліна         | Попередній забіг | Попередній забіг | Півфінал        | Півфінал        | Фінал            | Фінал            |
| Спортсмен                                                                                                | Дисципліна         | Результат        | Місце            | Результат       | Місце           | Результат        | Місце            |
| --- | ------------------ | ---------------- | ---------------- | --------------- | --------------- | ---------------- | ---------------- |
| Мохаммад Анас                                                                                            | 400 м              | 45.95            | 6                | Завершив виступ | Завершив виступ | Завершив виступ  | Завершив виступ  |
| Джинсон Джонсон                                                                                          | 800 м              | 1:47.27          | 5                | Завершив виступ | Завершив виступ | Завершив виступ  | Завершив виступ  |
| Мохаммад Анас Айясамі Дхарун Лахіт Матхур* Кунху Мухаммед Путанпураккал Мохан Кумар Раджа* Арокіа Раджив | Естафета 4 × 400 м | DSQ              | DSQ              | Н/Д             | Н/Д             | Завершили виступ | Завершили виступ |
| Тхоннаккал Гопі                                                                                          | Марафон            | Н/Д              | Н/Д              | Н/Д             | Н/Д             | 2:15:25 PB       | 25               |
| Хета Рам                                                                                                 | Марафон            | Н/Д              | Н/Д              | Н/Д             | Н/Д             | 2:15:26 PB       | 26               |
| Нітендра Сінгх Рават                                                                                     | Марафон            | Н/Д              | Н/Д              | Н/Д             | Н/Д             | 2:22:52          | 84               |
| Крішнан Ганапатхі                                                                                        | ходьба на 20 км    | Н/Д              | Н/Д              | Н/Д             | Н/Д             | DSQ              | DSQ              |
| Маніш Сінгх                                                                                              | ходьба на 20 км    | Н/Д              | Н/Д              | Н/Д             | Н/Д             | 1:21.21          | 13               |
| Гурміт Сингх                                                                                             | ходьба на 20 км    | Н/Д              | Н/Д              | Н/Д             | Н/Д             | DSQ              | DSQ              |
| Сандіп Кумар                                                                                             | ходьба на 50 км    | Н/Д              | Н/Д              | Н/Д             | Н/Д             | 4:07:55          | 35               |

* Запасний в естафетній збірній.
Жінки
| Спортсменка | Дисципліна           | Попередній забіг | Попередній забіг | Півфінал         | Півфінал         | Фінал            | Фінал            |
| Спортсменка | Дисципліна           | Результат        | Місце            | Результат        | Місце            | Результат        | Місце            |
| --- | -------------------- | ---------------- | ---------------- | ---------------- | ---------------- | ---------------- | ---------------- |
| Дьюті Чанд | 100 м                | 11.69            | 7                | Завершила виступ | Завершила виступ | Завершила виступ | Завершила виступ |
| Срабані Нанда | 200 м                | 23.58            | 6                | Завершила виступ | Завершила виступ | Завершила виступ | Завершила виступ |
| Нірмала Шеоран | 400 м                | 53.03            | 6                | Завершила виступ | Завершила виступ | Завершила виступ | Завершила виступ |
| Тінту Лукка | 800 м                | 2:00.58          | 6                | Завершила виступ | Завершила виступ | Завершила виступ | Завершила виступ |
| Лаліта Бабар | 3000 м з перешкодами | 9:19.76 NR       | 4 q              | Н/Д              | Н/Д              | 9:22.74          | 10               |
| Судха Сінгх | 3000 м з перешкодами | 9:43.29          | 9                | Н/Д              | Н/Д              | Завершила виступ | Завершила виступ |
| Ашвіні Аккунджі* Тінту Лукка Джисна Метью* Дебашрі Мазундар* Пувамма Раджу Мачеттіра Нірмала Шеоран Анільда Томас | Естафета 4 × 400 м   | 3:29.53          | 7                | Н/Д              | Н/Д              | Завершила виступ | Завершила виступ |
| Орчаттері Джаіша                                                                                                  | Марафон              | Н/Д              | Н/Д              | Н/Д              | Н/Д              | 2:47:19          | 89               |
| Кавіта Раут | Марафон              | Н/Д              | Н/Д              | Н/Д              | Н/Д              | 2:59:29          | 120              |
| Кхушбір Каур | ходьба на 20 км      | Н/Д              | Н/Д              | Н/Д              | Н/Д              | 1:40:33          | 54               |
| Сапна Пунія | ходьба на 20 км      | Н/Д              | Н/Д              | Н/Д              | Н/Д              | Не фінішувала    | Не фінішувала    |

* Запасна в естафетній збірній.
Технічні дисципліни
| Спортсмен         | Дисципліна                   | Кваліфікація       | Кваліфікація | Фінал              | Фінал            |
| Спортсмен         | Дисципліна                   | Результат у метрах | Місце        | Результат у метрах | Місце            |
| ----------------- | ---------------------------- | ------------------ | ------------ | ------------------ | ---------------- |
| Анкіт Шарма       | стрибки в довжину (чоловіки) | 7.67               | 24           | Завершив виступ    | Завершив виступ  |
| Ренджіт Махешварі | потрійний стрибок (чоловіки) | 16.13              | 30           | Завершив виступ    | Завершив виступ  |
| Вікас Говда       | метання диска (чоловіки)     | 58.99              | 28           | Завершив виступ    | Завершив виступ  |
| Манпріт Каур      | штовхання ядра (жінки)       | 17.06              | 23           | Завершила виступ   | Завершила виступ |
| Сеема Антіл       | метання диска (жінки)        | 57.58              | 20           | Завершила виступ   | Завершила виступ |

## Бадмінтон
Чоловіки
| Спортсмен                 | Дисципліна       | Груповий етап                           | Груповий етап                        | Груповий етап                         | Груповий етап | Вибування                       | Чвертьфінал                          | Півфінал           | Фінал / БМ         | Фінал / БМ       |
| Спортсмен                 | Дисципліна       | Суперник Результат                      | Суперник Результат                   | Суперник Результат                    | Місце         | Суперник Результат              | Суперник Результат                   | Суперник Результат | Суперник Результат | Місце            |
| ------------------------- | ---------------- | --------------------------------------- | ------------------------------------ | ------------------------------------- | ------------- | ------------------------------- | ------------------------------------ | ------------------ | ------------------ | ---------------- |
| Шрікант Кідамбі           | одиночний розряд | Муньйос (MEX) W (21–11, 21–17)          | Хурскайнен (SWE) W (21–6, 21–18)     | Н/Д                                   | 1 Q           | Єрґенсен (DEN) W (21–19, 21–19) | Лінь Д (CHN) 0L (6–21, 21–11, 18–21) | Завершив виступ    | Завершив виступ    | Завершив виступ  |
| Ману Аттрі Б. Суміт Редді | парний розряд    | Ахсан / Сетьяван (INA) L (18–21, 13–21) | Чай Б / Хун В (CHN) L (13–21, 15–21) | Ендо / Кеніті (JPN) 0W (23–21, 21–11) | 4             | Н/Д                             | Завершили виступ                     | Завершили виступ   | Завершили виступ   | Завершили виступ |

Жінки
| Спортсменка                  | Дисципліна       | Груповий етап                            | Груповий етап                               | Груповий етап                                        | Груповий етап | Вибування                      | Чвертьфінал                  | Півфінал                       | Фінал / БМ                          | Фінал / БМ       |
| Спортсменка                  | Дисципліна       | Суперниця Результат                      | Суперниця Результат                         | Суперниця Результат                                  | Місце         | Суперниця Результат            | Суперниця Результат          | Суперниця Результат            | Суперниця Результат                 | Місце            |
| ---------------------------- | ---------------- | ---------------------------------------- | ------------------------------------------- | ---------------------------------------------------- | ------------- | ------------------------------ | ---------------------------- | ------------------------------ | ----------------------------------- | ---------------- |
| Саїна Невал                  | одиночний розряд | Вісенте (BRA) W (21–17, 21–17)           | Улітіна (UKR) L (18–21, 19–21)              | Н/Д                                                  | 2             | Завершила виступ               | Завершила виступ             | Завершила виступ               | Завершила виступ                    | Завершила виступ |
| Пусарла Венката Сінду        | одиночний розряд | Шароші (HUN) W (21–8, 21–9)              | Лі (CAN) W (19–21, 21–15, 21–17)            | Н/Д                                                  | 1 Q           | Дай Ц-ї (TPE) W (21–13, 21–15) | Ван Т (CHN) W (22–20, 21–19) | Окухара (JPN) W (21–19, 21–10) | Марін (ESP) L (21–19, 12–21, 15–21) | 2                |
| Джвала Гутта Ашвіні Поннаппа | парний розряд    | Місакі / Такахасі (JPN) L (15–21, 10–21) | Мускенс / Пік (NED) L (16–21, 21–16, 17–21) | Супаджиракул / Таераттаначхаї (THA) L (17–21, 15–21) | 4             | Н/Д                            | Завершили виступ             | Завершили виступ               | Завершили виступ                    | Завершили виступ |

## Бокс
| Спортсмен         | Категорія           | 1/16 фіналу            | 1/8 фіналу              | Чвертьфінали           | Півфінали          | Фінал              | Фінал           |                 |
| Спортсмен         | Категорія           | Суперник Результат     | Суперник Результат      | Суперник Результат     | Суперник Результат | Суперник Результат | Місце           |                 |
| ----------------- | ------------------- | ---------------------- | ----------------------- | ---------------------- | ------------------ | ------------------ | --------------- | --------------- |
| Шива Тапа         | до 56 кг (чоловіки) | Рамірес (CUB) 0L 0–3   | Завершив виступ         | Завершив виступ        | Завершив виступ    | Завершив виступ    | Завершив виступ |                 |
| Манодж Кумар      | до 64 кг (чоловіки) | Петраускас (LTU) W 2–1 | Гаїбназаров (UZB) L 0–3 | Завершив виступ        | Завершив виступ    | Завершив виступ    | Завершив виступ |                 |
| Вікас Крішан Ядав | до 75 кг (чоловіки) | Конвелл (USA) W 3–0    | Шіпал (TUR) W 3–0       | Мелікузієв (UZB) L 0–3 | Завершив виступ    | Завершив виступ    | Завершив виступ | Завершив виступ |

## Хокей на траві
Підсумок

Легенда:
- FT – Після основного часу.
- P – Долю матчу вирішило пробиття пенальті.

| Команда               | Дисципліна       | Груповий етап      | Груповий етап         | Груповий етап      | Груповий етап      | Груповий етап      | Груповий етап | Чвертьфінал        | Півфінал           | Фінал / БМ         | Фінал / БМ |
| Команда               | Дисципліна       | Суперник Результат | Суперник Результат    | Суперник Результат | Суперник Результат | Суперник Результат | Місце         | Суперник Результат | Суперник Результат | Суперник Результат | Місце      |
| --------------------- | ---------------- | ------------------ | --------------------- | ------------------ | ------------------ | ------------------ | ------------- | ------------------ | ------------------ | ------------------ | ---------- |
| Чоловіча збірна Індії | чоловічий турнір | Ірландія W 3–2     | Німеччина L 1–2       | Аргентина W 2–1    | Нідерланди L 1–2   | Канада D 2–2       | 4             | Бельгія L 1–3      | Завершили виступ   | Завершили виступ   | 8          |
| Жіноча збірна Індії   | жіночий турнір   | Японія D 2–2       | Велика Британія L 0–3 | Австралія L 1–6    | США L 0–3          | Аргентина L 0–5    | 6             | Завершили виступ   | Завершили виступ   | Завершили виступ   | 12         |

### Чоловічий турнір
Склад команди
Шаблон:Склад чоловічої збірної Індії з хокею на траві на літніх Олімпійських іграх 2016
Груповий етап
Шаблон:Підсумкова таблиця в групі B чоловічого турніру з хокею на траві на літніх Олімпійських іграх 2016
Шаблон:Чоловічий турнір з хокею на траві на літніх Олімпійських іграх 2016, гра B2
Шаблон:Чоловічий турнір з хокею на траві на літніх Олімпійських іграх 2016, гра B5
Шаблон:Чоловічий турнір з хокею на траві на літніх Олімпійських іграх 2016, гра B7
Шаблон:Чоловічий турнір з хокею на траві на літніх Олімпійських іграх 2016, гра B10
Шаблон:Чоловічий турнір з хокею на траві на літніх Олімпійських іграх 2016, гра B13
Чвертьфінал
Шаблон:Чоловічий турнір з хокею на траві на літніх Олімпійських іграх 2016, гра C2

### Жіночий турнір
Склад команди
Шаблон:Склад жіночої збірної Індії з хокею на траві на літніх Олімпійських іграх 2016
Груповий етап
Шаблон:Підсумкова таблиця в групі B жіночого турніру з хокею на траві на літніх Олімпійських іграх 2016
Шаблон:Жіночий турнір з хокею на траві на літніх Олімпійських іграх 2016, гра B3
Шаблон:Жіночий турнір з хокею на траві на літніх Олімпійських іграх 2016, гра B5
Шаблон:Жіночий турнір з хокею на траві на літніх Олімпійських іграх 2016, гра B7
Шаблон:Жіночий турнір з хокею на траві на літніх Олімпійських іграх 2016, гра B11
Шаблон:Жіночий турнір з хокею на траві на літніх Олімпійських іграх 2016, гра B13

## Гольф
| Спортсмен      | Дисципліна | Раунд 1   | Раунд 2   | Раунд 3   | Раунд 4   | Загалом   | Загалом | Загалом |
| Спортсмен      | Дисципліна | Результат | Результат | Результат | Результат | Результат | Пар     | Місце   |
| -------------- | ---------- | --------- | --------- | --------- | --------- | --------- | ------- | ------- |
| Шив Чаурасія   | чоловіки   | 71        | 71        | 69        | 78        | 289       | +5      | =50     |
| Анірбан Лахірі | чоловіки   | 74        | 73        | 75        | 72        | 294       | +10     | 57      |
| Адіті Ашок     | жінки      | 68        | 68        | 79        | 76        | 291       | +7      | 41      |

## Гімнастика

### Спортивна гімнастика
Жінки
| Спортсменка     | Дисципліна | Кваліфікація  | Кваліфікація       | Кваліфікація | Кваліфікація | Кваліфікація | Кваліфікація | Фінал  | Фінал  | Фінал  | Фінал  | Фінал   | Фінал |                  |                  |                  |                  |                  |                  |
| Спортсменка     | Дисципліна | Вправа        | Вправа             | Вправа       | Вправа       | Загалом      | Місце        | Вправа | Вправа | Вправа | Вправа | Загалом | Місце |                  |                  |                  |                  |                  |                  |
| --------------- | ---------- | ------------- | ------------------ | ------------ | ------------ | ------------ | ------------ | ------ | ------ | ------ | ------ | ------- | ----- | ---------------- | ---------------- | ---------------- | ---------------- | ---------------- | ---------------- |
| Спортсменка     | Дисципліна | Діпа Кармакар | Абсолютна першість | 15.100       | 11.666       | Загалом      | Місце        | 12.866 | 12.033 | 51.665 | 51     | Загалом | Місце | Завершила виступ | Завершила виступ | Завершила виступ | Завершила виступ | Завершила виступ | Завершила виступ |
| опорний стрибок | 14.850     | Діпа Кармакар | Н/Д                | Н/Д          | Н/Д          | 14.850       | 8 Q          | 15.066 | Н/Д    | Н/Д    | Н/Д    | 15.066  | 4     |                  |                  |                  |                  |                  |                  |

## Дзюдо
| Спортсмен   | Категорія           | 1/32 фіналу        | 1/16 фіналу             | 1/8 фіналу         | Чвертьфінали       | Півфінали          | Втішний поєдинок   | Фінал / БМ         | Фінал / БМ      |
| Спортсмен   | Категорія           | Суперник Результат | Суперник Результат      | Суперник Результат | Суперник Результат | Суперник Результат | Суперник Результат | Суперник Результат | Місце           |
| ----------- | ------------------- | ------------------ | ----------------------- | ------------------ | ------------------ | ------------------ | ------------------ | ------------------ | --------------- |
| Автар Сінгх | до 90 кг (чоловіки) | Bye                | Місенга (ROT) L 000–001 | Завершив виступ    | Завершив виступ    | Завершив виступ    | Завершив виступ    | Завершив виступ    | Завершив виступ |

## Академічне веслування
| Спортсмен            | Дисципліна          | Заїзди  | Заїзди | Втішний заплив | Втішний заплив | Чвертьфінали | Чвертьфінали | Півфінали | Півфінали | Фінал   | Фінал |
| Спортсмен            | Дисципліна          | Час     | Місце  | Час            | Місце          | Час          | Місце        | Час       | Місце     | Час     | Місце |
| -------------------- | ------------------- | ------- | ------ | -------------- | -------------- | ------------ | ------------ | --------- | --------- | ------- | ----- |
| Датту Бабан Бгоканал | одиночки (чоловіки) | 7:21.67 | 3 QF   | Bye            | Bye            | 6:59.89      | 4 SC/D       | 7:19.02   | 2 FC      | 6:54.96 | 13    |

Пояснення до кваліфікації: FA=Фінал A (за медалі); FB=Фінал B (не за медалі); FC=Фінал C (не за медалі); FD=Фінал D (не за медалі); FE=Фінал E (не за медалі); FF=Фінал F (не за медалі); SA/B=Півфінали A/B; SC/D=Півфінали C/D; SE/F=Півфінали E/F; QF=Чвертьфінали; R=Потрапив у втішний заплив

## Стрільба
Чоловіки
| Спортсмен             | Дисципліна                       | Кваліфікація | Кваліфікація | Півфінал        | Півфінал        | Фінал           | Фінал           |
| Спортсмен             | Дисципліна                       | Очки         | Місце        | Очки            | Місце           | Очки            | Місце           |
| --------------------- | -------------------------------- | ------------ | ------------ | --------------- | --------------- | --------------- | --------------- |
| Абгінав Біндра        | Пневматична гвинтівка, 10 м      | 625.7        | 7 Q          | Н/Д             | Н/Д             | 163.8           | 4               |
| Кінан Ченай           | Трап                             | 114          | 19           | Завершив виступ | Завершив виступ | Завершив виступ | Завершив виступ |
| Майрадж Ахмад Хан     | Скит                             | 121 (+3)     | 9            | Завершив виступ | Завершив виступ | Завершив виступ | Завершив виступ |
| Пракаш Нанджаппа      | Пістолет, 50 м                   | 547          | 25           | Н/Д             | Н/Д             | Завершив виступ | Завершив виступ |
| Гаган Наранг          | Пневматична гвинтівка, 10 м      | 621.7        | 23           | Н/Д             | Н/Д             | Завершив виступ | Завершив виступ |
| Гаган Наранг          | Гвинтівка лежачи, 50 м           | 623.1        | 13           | Н/Д             | Н/Д             | Завершив виступ | Завершив виступ |
| Гаган Наранг          | Гвинтівка з трьох положень, 50 м | 1162         | 33           | Н/Д             | Н/Д             | Завершив виступ | Завершив виступ |
| Джиту Рай             | Пневматичний пістолет, 10 м      | 580          | 6 Q          | Н/Д             | Н/Д             | 78.7            | 8               |
| Джиту Рай             | Пістолет, 50 м                   | 554          | 12           | Н/Д             | Н/Д             | Завершив виступ | Завершив виступ |
| Чайн Сінгх            | Гвинтівка лежачи, 50 м           | 619.6        | 36           | Н/Д             | Н/Д             | Завершив виступ | Завершив виступ |
| Чайн Сінгх            | Гвинтівка з трьох положень, 50 м | 1169         | 23           | Н/Д             | Н/Д             | Завершив виступ | Завершив виступ |
| Гурприт Сінгх         | Пневматичний пістолет, 10 м      | 576          | 20           | Н/Д             | Н/Д             | Завершив виступ | Завершив виступ |
| Гурприт Сінгх         | швидкісний пістолет, 25 м        | 581          | 7            | Н/Д             | Н/Д             | Завершив виступ | Завершив виступ |
| Манавжит Сінгх Сандху | Трап                             | 115          | 16           | Завершив виступ | Завершив виступ | Завершив виступ | Завершив виступ |

Жінки
| Спортсменка    | Дисципліна                  | Кваліфікація | Кваліфікація | Півфінал         | Півфінал         | Фінал            | Фінал            |
| Спортсменка    | Дисципліна                  | Очки         | Місце        | Очки             | Місце            | Очки             | Місце            |
| -------------- | --------------------------- | ------------ | ------------ | ---------------- | ---------------- | ---------------- | ---------------- |
| Апурві Чандела | Пневматична гвинтівка, 10 м | 411.6        | 34           | Н/Д              | Н/Д              | Завершила виступ | Завершила виступ |
| Айоніка Паул   | Пневматична гвинтівка, 10 м | 407.0        | 43           | Н/Д              | Н/Д              | Завершила виступ | Завершила виступ |
| Хіна Сідху     | Пневматичний пістолет, 10 м | 380          | 14           | Н/Д              | Н/Д              | Завершила виступ | Завершила виступ |
| Хіна Сідху     | пістолет, 25 м              | 576          | 20           | Завершила виступ | Завершила виступ | Завершила виступ | Завершила виступ |

Пояснення до кваліфікації: Q = Пройшов у наступне коло; q = Кваліфікувався щоб змагатись у поєдинку за бронзову медаль

## Плавання
| Спортсмен      | Дисципліна                        | Попередній заплив | Попередній заплив | Півфінал         | Півфінал         | Фінал            | Фінал            |
| Спортсмен      | Дисципліна                        | Час               | Місце             | Час              | Місце            | Час              | Місце            |
| -------------- | --------------------------------- | ----------------- | ----------------- | ---------------- | ---------------- | ---------------- | ---------------- |
| Саджан Пракаш  | 200 метрів батерфляєм (чоловіки)  | 1:59.37           | 28                | Завершив виступ  | Завершив виступ  | Завершив виступ  | Завершив виступ  |
| Шивані Катарія | 200 метрів вільним стилем (жінки) | 2:09.30           | 41                | Завершила виступ | Завершила виступ | Завершила виступ | Завершила виступ |

## Настільний теніс
| Спортсмен      | Дисципліна                  | Раунд 1                     | Раунд 2            | Раунд 3            | 1/8 фіналу         | Чвертьфінали       | Півфінали          | Фінал / БМ         | Фінал / БМ       |
| Спортсмен      | Дисципліна                  | Суперник Результат          | Суперник Результат | Суперник Результат | Суперник Результат | Суперник Результат | Суперник Результат | Суперник Результат | Місце            |
| -------------- | --------------------------- | --------------------------- | ------------------ | ------------------ | ------------------ | ------------------ | ------------------ | ------------------ | ---------------- |
| Шаратх Камал   | одиночний розряд (чоловіки) | Крішан (ROU) L 1–4          | Завершив виступ    | Завершив виступ    | Завершив виступ    | Завершив виступ    | Завершив виступ    | Завершив виступ    | Завершив виступ  |
| Сум'яджит Гхош | одиночний розряд (чоловіки) | Танвіріявечакул (THA) L 1–4 | Завершив виступ    | Завершив виступ    | Завершив виступ    | Завершив виступ    | Завершив виступ    | Завершив виступ    | Завершив виступ  |
| Маніка Батра   | одиночний розряд (жінки)    | Ґжибовська (POL) L 2–4      | Завершила виступ   | Завершила виступ   | Завершила виступ   | Завершила виступ   | Завершила виступ   | Завершила виступ   | Завершила виступ |
| Моума Дас      | одиночний розряд (жінки)    | Додян (ROU) L 0–4           | Завершив виступ    | Завершив виступ    | Завершив виступ    | Завершив виступ    | Завершив виступ    | Завершив виступ    | Завершив виступ  |

## Теніс
| Спортсмен                     | Дисципліна              | Раунд 32                                  | Раунд 16                       | Чвертьфінали                     | Півфінали                                | Фінал / БМ                            | Фінал / БМ       |
| Спортсмен                     | Дисципліна              | Суперник Результат                        | Суперник Результат             | Суперник Результат               | Суперник Результат                       | Суперник Результат                    | Місце            |
| ----------------------------- | ----------------------- | ----------------------------------------- | ------------------------------ | -------------------------------- | ---------------------------------------- | ------------------------------------- | ---------------- |
| Роган Бопанна Леандер Паес    | Чоловічий парний турнір | Кубот / Матковський (POL) L 4–6, 6–7(6–8) | Завершили виступ               | Завершили виступ                 | Завершили виступ                         | Завершили виступ                      | Завершили виступ |
| Саня Мірза Прартхана Тхомбаре | Жіночий парний турнір   | Пен Ш / Чжан Ш (CHN) L 6–7(6–8), 7–5, 5–7 | Завершили виступ               | Завершили виступ                 | Завершили виступ                         | Завершили виступ                      | Завершили виступ |
| Саня Мірза Роган Бопанна      | Змішаний парний турнір  | Н/Д                                       | Стосур / Пірс (AUS) W 7–5, 6–4 | Вотсон / Маррей (GBR) W 6–4, 6–4 | В Вільямс / Рам (USA) L 6–2, 2–6, [3–10] | Градецька / Штепанек (CZE) L 1–6, 5–7 | 4                |

## Важка атлетика
| Спортсмен          | Категорія           | Ривок     | Ривок | Поштовх   | Поштовх | Загалом | Місце |
| Спортсмен          | Категорія           | Результат | Місце | Результат | Місце   | Загалом | Місце |
| ------------------ | ------------------- | --------- | ----- | --------- | ------- | ------- | ----- |
| Сатіш Сівалінгам   | до 77 кг (чоловіки) | 148       | 12    | 181       | 11      | 329     | 11    |
| Сайхом Мірабі Чану | до 48 кг (жінки)    | 82        | 6     | 106       | DNF     | 82      | DNF   |

## Боротьба
Легенда:
- VT – Перемога на туше.
- PP – Перемога за очками – з технічними очками в того, хто програв.
- PO – Перемога за очками – без технічних очок в того, хто програв.
- ST – Перемога за явної переваги – різниця в очках становить принаймні 8 (греко-римська боротьба) або 10 (вільна боротьба) очок, без технічних очок у того, хто програв.
- VB – Перемога завдяки травмі суперника

Чоловіки
| Спортсмен     | Категорія | Кваліфікація               | 1/8 фіналу             | Чвертьфінал        | Півфінал           | Втішний поєдинок 1 | Втішний поєдинок 2 | Фінал / БМ         | Фінал / БМ |
| Спортсмен     | Категорія | Суперник Результат         | Суперник Результат     | Суперник Результат | Суперник Результат | Суперник Результат | Суперник Результат | Суперник Результат | Місце      |
| ------------- | --------- | -------------------------- | ---------------------- | ------------------ | ------------------ | ------------------ | ------------------ | ------------------ | ---------- |
| Сандіп Томар  | до 57 кг  | Bye                        | Лебедєв (RUS) L 1–3 PP | Завершив виступ    | Завершив виступ    | Завершив виступ    | Завершив виступ    | Завершив виступ    | 15         |
| Йогешвар Дутт | до 65 кг  | Мандахнаран (MGL) L 0–3 PO | Завершив виступ        | Завершив виступ    | Завершив виступ    | Завершив виступ    | Завершив виступ    | Завершив виступ    | 21         |

Греко-римська боротьба
| Спортсмен      | Категорія | Кваліфікація       | 1/8 фіналу            | Чвертьфінал        | Півфінал           | Втішний поєдинок 1 | Втішний поєдинок 2 | Фінал / БМ         | Фінал / БМ |
| Спортсмен      | Категорія | Суперник Результат | Суперник Результат    | Суперник Результат | Суперник Результат | Суперник Результат | Суперник Результат | Суперник Результат | Місце      |
| -------------- | --------- | ------------------ | --------------------- | ------------------ | ------------------ | ------------------ | ------------------ | ------------------ | ---------- |
| Равіндер Хатрі | до 85 кг  | Bye                | Лерінц (HUN) L 0–4 ST | Завершив виступ    | Завершив виступ    | Завершив виступ    | Завершив виступ    | Завершив виступ    | 20         |
| Хардіп Сінгх   | до 98 кг  | Bye                | Ільдем (TUR) L 1–3 PP | Завершив виступ    | Завершив виступ    | Завершив виступ    | Завершив виступ    | Завершив виступ    | 13         |

Жінки
| Спортсменка   | Категорія | Кваліфікація             | 1/8 фіналу                     | Чвертьфінал            | Півфінал            | Втішний поєдинок 1  | Втішний поєдинок 2   | Фінал / БМ               | Фінал / БМ |
| Спортсменка   | Категорія | Суперниця Результат      | Суперниця Результат            | Суперниця Результат    | Суперниця Результат | Суперниця Результат | Суперниця Результат  | Суперниця Результат      | Місце      |
| ------------- | --------- | ------------------------ | ------------------------------ | ---------------------- | ------------------- | ------------------- | -------------------- | ------------------------ | ---------- |
| Вінеш Фогат   | до 48 кг  | Bye                      | Вуч (ROU) W 4–0 ST             | Сунь Ян (CHN) L 1–5 VB | Завершила виступ    | Завершила виступ    | Завершила виступ     | Завершила виступ         | 10         |
| Бабіта Кумарі | до 53 кг  | Bye                      | Преволаракі (GRE) L 1–3 PP     | Завершила виступ       | Завершила виступ    | Завершила виступ    | Завершила виступ     | Завершила виступ         | 13         |
| Сакші Малік   | до 58 кг  | Ю Маттсон (SWE) W 3–1 PP | Кердівара-Єшану (MDA) W 3–1 PP | Коблова (RUS) L 1–3 PP | Завершила виступ    | Bye                 | Орхон (MGL) W 3–1 PP | Тинибекова (KGZ) W 3–1PP | 3          |